# Georg Heinrich Friedrich Ulrich
Georg Heinrich Friedrich Ulrich (George Henry Frederick; * 7. Juli 1830 in Zellerfeld, Oberharz, Preußen; † 26. Mai 1900 in Port Chalmers, Dunedin, Neuseeland) war ein australischer Geologe und Mineraloge deutscher Herkunft.

## Leben und Wirken
Nach Abschluss des Königlichen Gymnasiums begann Ulrich 1847 das Studium der Geologie und Mineralogie an der Königlichen Preußischen Bergakademie (heute Technische Universität Clausthal), welches er mit Auszeichnung im September 1851 abschloss.
Nachdem er sich erfolglos bemühte, in Bolivien eine Anstellung als Bergbau-Inspektors zu erhalten, wanderte er 1853 nach Melbourne in Australien aus. Dort nahm er zunächst an verschiedenen bergbaulichen Grabungen und Prospektionen teil, bis er 1857 eine Anstellung als Assistent, Sekretär und Zeichner der königlichen Bergbau-Kommission erhielt. Im Jahr darauf wechselte er als Geologe und Landvermesser an zur erweiterten Behörde der Geological Survey, wurde am 29. Juli 1858 eingebürgert und änderte seine Vornamen in George Henry Frederick.
Nach der Auflösung des Geological Survey 1869 wurde Ulrich Kustos der Mineraliensammlung sowie Dozent für Mineralogie am Industrie- und Technologie-Museum in Melbourne. Im selben Jahr entdeckte und beschrieb er ein neues Mineral in der von ihm ebenfalls beschriebenen Typlokalität Nuggety Reef bei Maldon in Victoria, das er nach diesem Fundort als Maldonit bezeichnete.
1877 wurde er Direktor der Stiftung „School of Mines“ und Professor für Bergbau und Mineralogie an der University of Otago.
Beim Sammeln von Gesteinsproben auf dem Flagstaff Hill bei Port Chalmers nahe Dunedin am 26. Mai 1900 stürzte er 100 Fuß (ca. 30 m) in die Tiefe und starb noch am selben Tag an seinen Verletzungen. Er wurde in der Nördlichen Friedhof in Dunedin begraben.
Privat war Ulrich als bescheidener und freundlicher Wissenschaftler bekannt, der von Kollegen und Studenten in ganz Australien hoch geschätzt wurde. Er war verheiratet mit Catherine Sarah Spence. Die beiden hatten vier Töchter und drei Söhne, von denen Frank Ferdinand Aplin ein bekannter Chirurg in Neuseeland und George Heinrich Roemer ein bekannter Rechtsanwalt wurde.

## Werke
- Gold and silver bearing reefs of St. Arnaud : report on the gold and silver bearing reefs of the district of St. Arnaud (1864)
- Notes and observations on the Nuggetty Reef, Maldon (1868)
- Contributions to the mineralogy of Victoria (1870)
- Mineral resources north of Port Augusta : report of the mineral resources of the country lying within 250 miles north of Port Augusta (1872)
- A descriptive catalogue of the specimens in the Industrial and Technological Museum, Melbourne, illustrating the rock system of Victoria (1875)

## Ehrungen
- Ulrich war Mitglied der Geological Society of London
- Ein von Birch, Mumme und Segnit 1988 beschriebenes, neues Mineral erhielt ihm zu Ehren den Namen Ulrichit.[1]